# Ngày Toilet Thế giới
Ngày Toilet thế giới (tiếng Anh: World Toilet Day, viết tắt tiếng Anh là WTD) là ngày lễ quốc tế của Liên Hợp Quốc vào ngày 19 tháng 11 hàng năm để truyền cảm hứng cho hành động giải quyết cuộc khủng hoảng vệ sinh toàn cầu. Trên toàn thế giới, 4,2 tỷ người sống mà không có "vệ sinh được quản lý an toàn" và khoảng 673 triệu người đại tiện ngoài trời.:74 Mục tiêu phát triển bền vững 6 nhằm mục đích "Đảm bảo sự sẵn có và quản lý bền vững nước và vệ sinh cho tất cả". Đặc biệt, mục tiêu 6.2 là "Chấm dứt tình trạng đại tiện lộ liễu và tiếp cận với vệ sinh và giữ vệ sinh)". Khi Báo cáo các Mục tiêu phát triển bền vững 2020 được công bố, Tổng Thư ký Liên Hợp Quốc António Guterres cho biết, "Ngày nay, Mục tiêu phát triển bền vững 6 đang đi chệch hướng" và nó " đang cản trở tiến độ trong Chương trình nghị sự 2030, việc thực hiện nhân quyền và đạt được hòa bình và an ninh trên toàn thế giới". Liên Hợp Quốc vừa tuyên bố ngày 19-11 hằng năm là Ngày Toilet Thế giới, bắt đầu từ năm 2013. Đây là ngày giúp mọi người trên thế giới nhớ đến tầm quan trọng của một hệ thống nhà vệ sinh tốt hơn cho tất cả mọi người.
Ngày Toilet Thế giới tồn tại để thông báo, thu hút và truyền cảm hứng cho mọi người hành động để đạt được mục tiêu này. Đại Hội đồng Liên Hợp Quốc tuyên bố Ngày Toilet Thế giới là ngày chính thức của LHQ vào năm 2013, sau khi Singapore đưa ra nghị quyết (nghị quyết đầu tiên trước Đại hội đồng LHQ gồm 193 quốc gia thành viên). Trước đó, Ngày Toilet Thế giới đã được Tổ chức Toilet Thế giới (một tổ chức phi chính phủ có trụ sở tại Singapore) thành lập không chính thức vào năm 2001.
UN-Water là đơn vị tổ chức chính thức Ngày Toilet Thế giới. UN-Water duy trì trang web chính thức của Ngày Toilet Thế giới và chọn một chủ đề đặc biệt cho mỗi năm. Năm 2019, chủ đề là 'Không bỏ lại ai phía sau', là chủ đề trọng tâm của các Mục tiêu phát triển bền vững. Các chủ đề trong những năm trước bao gồm các giải pháp dựa trên tự nhiên, nước thải, nhà vệ sinh và việc làm, nhà vệ sinh và dinh dưỡng. Ngày Toilet Thế giới được đánh dấu bằng các chiến dịch truyền thông và các hoạt động khác. Các sự kiện được lên kế hoạch bởi các tổ chức Liên hợp quốc, các tổ chức quốc tế, các tổ chức xã hội dân sự địa phương và các tình nguyện viên nhằm nâng cao nhận thức và truyền cảm hứng cho hành động.
Nhà vệ sinh rất quan trọng vì việc tiếp cận một nhà vệ sinh hoạt động an toàn có tác động tích cực đến sức khỏe cộng đồng, nhân phẩm và an toàn cá nhân, đặc biệt là đối với phụ nữ. Hệ thống vệ sinh không xử lý an toàn chất thải sẽ cho phép lây lan dịch bệnh. Có thể gây ra các bệnh truyền nhiễm nghiêm trọng qua đất và các bệnh lây truyền qua đường nước như dịch tả, tiêu chảy, thương hàn, kiết lỵ và bệnh sán máng.